# Zilveren Medaille voor het Redden van de in de Steengroeve Schmilka verongelukten
De Zilveren Medaille voor het Redden van de in de Steengroeve Schmilka verongelukten (Duits: Medaille für die Rettung der im Steinbruch Schmilka Verunglückten) was een variant van de reeks Medailles voor het Redden van Levens van het koninkrijk Saksen.
De ramp in 1862 was reden om een bijzondere reddingsmedaille in te stellen. De zeldzame en daarom kostbare medaille is van  zilver en werd aan een lint op de linkerborst gedragen. De voorzijde draagt zoals alle reddingsmedailles uit de regeringsperiode van koning Johann van Saksen diens portret met het rondschrift "JOHANN V.G.G. KOENIG VON SACHSEN". De keerzijde draagt binnen een eikenkrans de tekst "ZUR ERINNERUNG AN D. GELUNGENE RETTUNGSWERK IN STEINBRUCHE BEI SCHMILKA D 25-27 JAN 1862". 
In de steengroeve bij Schmilka stortte op 25 januari 1862 een rotswand naar beneden. 24 arbeiders werden bedolven door de stenen. Alle slachtoffers konden worden gered. 
Koning Johann stichtte de medaille op 15 maart 1862 de medaille. De munt in Dresden heeft 92 exemplaren geslagen. Daarvan werden 91 stuks uitgereikt. In 1899 werden nog twee extra afslagen gemaakt. 
Van de eerdere Medaille voor het Redden van Levens tijdens de Overstroming in Plauen in 1835 werden gouden en zilveren medailles geslagen. voor de ramp in Schmilka liet men het bij en zilveren medaille. De medaille heeft een diameter van 35 millimeter en weegt iets meer dan 21 gram. De stempelsnijder was Ernst Ulbrecht deze signeerde op de keerzijde "E.U.".